# 斡玉伦徒
斡玉伦徒，一作斡玉麟图，又作斡玉伦都，字克庄，号海樵子，西夏唐兀人，巩昌路宁州（今宁县）人，迁居临武（今属湖南），元朝文学家、诗人。云南廉访使朵儿赤的孙子，云南行省理问仁通（斡仁通）的儿子。
斡玉伦徒出身于将相之家，斡玉伦徒以《礼记》举进士，入国子监，担任奎章阁典签。出为淮西肃政廉访司佥事。元顺帝至元六年（1340年）任南台经历，次年升福建廉访副史。入朝为嘉议大夫、工部侍郎。任内曾弹劾中书平章政事彻里帖木儿变乱朝政事。参与纂修《宋史》。《圭斋集·进宋史表》记载，斡玉伦徒是分撰《宋史》的二十三人之一。 官至山南肃政廉访使，拜侍御史。斡玉伦徒与虞集相交较深，虞集曾为他撰《海樵说》等文，并有唱和之作。时怀念先祖斡道冲，见郡县庙学有从祀画像尚存者，请虞集撰文述赞其身世学问。他能文善诗，以诗名于当世。他的诗散见于《皇元风雅》及《中洲野录》等书。清朝顾嗣立编选《元诗选》收录其诗。《元诗选》癸集之丁、之戊存其诗二首。其一是《题西湖亭子寄徐复初检校》，写游西湖；另一首是《游山古寺》，通过游古寺表现佛教思想。《元诗选癸集》辑入他的诗六首，但分署“斡玉伦徒”、“王伦徒”、“斡玉麟图”名下。他还有少量的题跋，散见于各种书画图录中。